# Каномка
Ка́номка, Ка́нома — река в России, протекает по Лодейнопольскому району Ленинградской области.
Исток — Кулежозеро. Течёт на северо-запад, пересекает дорогу Кола. Устье реки находится в 63 км по левому берегу реки Свири, на окраине города Лодейное Поле. Длина реки составляет 22 км, площадь водосборного бассейна — 108 км².
В 2 км от устья принимает левый приток — ручей Гнилой.

## Данные водного реестра
По данным государственного водного реестра России относится к Балтийскому бассейновому округу, водохозяйственный участок реки — Свирь, речной подбассейн реки — Свирь (включая реки бассейна Онежского озера). Относится к речному бассейну реки Нева (включая бассейны рек Онежского и Ладожского озера).
Код объекта в государственном водном реестре — 01040100812102000012799.